# Gästrike-Hälsinge Hembygdsförbund
Gästrike-Hälsinge Hembygdsförbund är ett förbund för hembygdsföreningar i de båda landskapen bildat 1926. Förbundet samlar (2022) omkring 70 hembygdsföreningar med över 16 000 medlemmar.
Året efter förbundets bildande anställdes arkeologen Mårten Stenberger som tillsammans med Frans Rodenstam genomförde en inventering av hembygdsföreningarnas samlingar. År 1974 tog man ett beslut att tillsammans med Länsmuseet Gävleborg upprätta en forskningsnämnd för lokal kulturhistoria. Därefter företog sig förbundet en inventering av delar av det i landskapet utbredda Hälsingemåleriet, som fortgick mellan 1965 och 1971.
Förbundet står för Hilding Mickelssons stipendiefond som delar ut stipendier till personer bosatta i något av de två landskapen som gjort insatser inom dokumentärfoto eller dokumentation kring bevarade fotomaterial.